# Jan Van den Eynden
Jan Jozef (John) Van den Eynden (Antwerpen, 22 november 1918 - 4 februari 1996) was een Belgisch syndicalist en politicus voor de BSP / SP.

## Levensloop
Van den Eynden was vakbondssecretaris. Hij werd provinciaal secretaris voor Antwerpen van het Algemeen Belgisch Vakverbond.
Van 1964 tot 1982 was hij gemeenteraadslid in Borgerhout.
In 1971 werd hij voor de BSP verkozen tot lid van de Senaat als rechtstreeks gekozen senator voor het arrondissement Antwerpen en vervulde dit mandaat tot november 1981. In de periode december 1971-oktober 1980 zetelde hij als gevolg van het toen bestaande dubbelmandaat ook in de Cultuurraad voor de Nederlandse Cultuurgemeenschap, die op 7 december 1971 werd geïnstalleerd. Vanaf 21 oktober 1980 tot november 1981 was hij tevens korte tijd lid van de Vlaamse Raad, de opvolger van de Cultuurraad en de voorloper van het huidige Vlaams Parlement.